# Formule E 2019/2020
Sezóna 2019/20 závodů Formule E byla šestou sezónou šampionátu Formule E pořádaného Mezinárodní automobilovou federací FIA, který je nejvyšším mistrovství v kategorii monopostů na elektrický pohon.
Sezóna se skládala z 11 závodů od 22. listopadu 2019 do 13. srpna 2020, účastnilo se jí 12 týmů a 24 jezdců, kteří mezi sebou soupeřili o titul nejlepšího týmu a jezdce.
Titul ze sezóny 2018/19 obhajoval Francouz Jean-Éric Vergne, který se v předchozí sezóně stal prvním vícenásobným vítězem šampionátu. V této sezóně skončil na třetím místě. Šampionem se stal António Félix da Costa. Mezi týmy vítězství obhájil čínský tým Techeetah-DS.

## Jezdci a týmy
| Tým                              | Šasi                 | Pohonná jednotka                 | No. | Jezdec                 | Závody | Testovací/Rezervní Jezdci                           |
| -------------------------------- | -------------------- | -------------------------------- | --- | ---------------------- | ------ | --------------------------------------------------- |
| Envision Virgin Racing           | Spark–Audi           | Audi e-tron FE06                 | 2   | Sam Bird               | Vše    |                                                     |
| Envision Virgin Racing           | Spark–Audi           | Audi e-tron FE06                 | 4   | Robin Frijns           | Vše    |                                                     |
| NIO 333 FE Team                  | Spark–NIO            | NIO FE-005                       | 3   | Oliver Turvey          | Vše    | Daniel Cao                                          |
| NIO 333 FE Team                  | Spark–NIO            | NIO FE-005                       | 33  | Ma Čching-chua         | 1–5    | Daniel Cao                                          |
| NIO 333 FE Team                  | Spark–NIO            | NIO FE-005                       | 33  | Daniel Abt             | 6–11   | Daniel Cao                                          |
| Mercedes-Benz EQ Formula E Team  | Spark–Mercedes       | Mercedes-Benz EQ Silver Arrow 01 | 5   | Stoffel Vandoorne      | Vše    | Gary Paffett Esteban Gutiérrez                      |
| Mercedes-Benz EQ Formula E Team  | Spark–Mercedes       | Mercedes-Benz EQ Silver Arrow 01 | 17  | Nyck de Vries          | Vše    | Gary Paffett Esteban Gutiérrez                      |
| GEOX Dragon                      | Spark–Penske         | Penske EV-4                      | 6   | Brendon Hartley        | 1–5    |                                                     |
| GEOX Dragon                      | Spark–Penske         | Penske EV-4                      | 6   | Sérgio Sette Câmara    | 6–11   | Joel Eriksson Sérgio Sette Câmara                   |
| GEOX Dragon                      | Spark–Penske         | Penske EV-4                      | 7   | Nico Müller            | Vše    | Joel Eriksson Sérgio Sette Câmara                   |
| Audi Sport ABT Schaeffler        | Spark–Audi           | Audi e-tron FE06                 | 11  | Lucas di Grassi        | Vše    |                                                     |
| Audi Sport ABT Schaeffler        | Spark–Audi           | Audi e-tron FE06                 | 66  | Daniel Abt             | 1–5    |                                                     |
| Audi Sport ABT Schaeffler        | Spark–Audi           | Audi e-tron FE06                 | 66  | René Rast              | 6–11   |                                                     |
| DS Techeetah                     | Spark–DS Automobiles | DS E-TENSE FE20                  | 13  | António Félix da Costa | Vše    | James Rossiter                                      |
| DS Techeetah                     | Spark–DS Automobiles | DS E-TENSE FE20                  | 25  | Jean-Éric Vergne       | Vše    | James Rossiter                                      |
| TAG Heuer Porsche Formula E Team | Spark–Porsche        | Porsche 99X Electric             | 18  | Neel Jani              | Vše    | Simona de Silvestro Thomas Preining                 |
| TAG Heuer Porsche Formula E Team | Spark–Porsche        | Porsche 99X Electric             | 36  | André Lotterer         | Vše    | Simona de Silvestro Thomas Preining                 |
| ROKiT Venturi Racing             | Spark–Mercedes       | Mercedes-Benz EQ Silver Arrow 01 | 19  | Felipe Massa           | Vše    | Dorian Boccolaci Arthur Leclerc Pierre-Louis Chovet |
| ROKiT Venturi Racing             | Spark–Mercedes       | Mercedes-Benz EQ Silver Arrow 01 | 48  | Edoardo Mortara        | Vše    | Dorian Boccolaci Arthur Leclerc Pierre-Louis Chovet |
| Panasonic Jaguar Racing          | Spark–Jaguar         | Jaguar I-Type 4                  | 20  | Mitch Evans            | Vše    | Alex Lynn                                           |
| Panasonic Jaguar Racing          | Spark–Jaguar         | Jaguar I-Type 4                  | 51  | James Calado           | 1–9    | Alex Lynn                                           |
| Panasonic Jaguar Racing          | Spark–Jaguar         | Jaguar I-Type 4                  | 51  | James Calado           | 10–11  | Alex Lynn                                           |
| Nissan e.dams                    | Spark–Nissan         | Nissan IM02                      | 22  | Oliver Rowland         | Vše    |                                                     |
| Nissan e.dams                    | Spark–Nissan         | Nissan IM02                      | 23  | Sébastien Buemi        | Vše    |                                                     |
| BMW i Andretti Motorsport        | Spark–BMW            | BMW iFE.20                       | 27  | Alexander Sims         | Vše    |                                                     |
| BMW i Andretti Motorsport        | Spark–BMW            | BMW iFE.20                       | 28  | Maximilian Günther     | Vše    |                                                     |
| Mahindra Racing                  | Spark–Mahindra       | Mahindra M6Electro               | 64  | Jérôme d'Ambrosio      | Vše    | Sam Dejonghe Rudy Van Buren                         |
| Mahindra Racing                  | Spark–Mahindra       | Mahindra M6Electro               | 94  | Pascal Wehrlein        | 1–5    | Sam Dejonghe Rudy Van Buren                         |
| Mahindra Racing                  | Spark–Mahindra       | Mahindra M6Electro               | 94  | Alex Lynn              | 6–11   | Sam Dejonghe Rudy Van Buren                         |

### Změny v týmech
- Porsche vstoupilo do seriálu jako nový tým.
- Tým Mercedes-Benz EQ Formula E Team vstoupil také do šampionátu jako nový tým, zatímco starý tým HWA, který v předchozí sezóně jezdil se zákaznickými motory Venturi pod značkou HWA Racelab, zastával výkonné posty v týmu a na trati.
- Venturi změnil motory na značku Mercedes, čímž skončil jako dodavatel zákaznických motorů.
- Tým NIO byl prodán Lisheng Racing,[3] ale bude stále soutěžit pod značkou NIO. Tým nepoužíval své vlastní motory, ale rozhodl se pořídit a závodit s rok starými motory od týmu GEOX Dragon.

### Změny jezdců

#### Změny před sezónou
- Neel Jani se vrátil do Formule E a jezdil v týmu Porsche.
- André Lotterer se přesunul z DS Techeetah k Porsche.
- Maximilian Günther přešel od týmu GEOX Dragon k týmu BMW i Andretti Motorsport, kde předtím jezdil António Félix da Costa.
- Da Costa odešel od BMW i Andretti Motorsport právě k DS Techeetah.
- Šampión Formule 2 z roku 2019 Nyck de Vries přišel jako nováček šampionátu k týmu Mercedes-Benz EQ Formula E Team.
- GEOX Dragon pro tuto sezónu podepsal dva nováčky, jsou jimi Brendon Hartley a Nico Müller.
- James Calado přišel k Jaguaru, kde nahradil Alexe Lynna.
- Ma Čching-chua se vrátil do Formule E, jezdil za tým NIO 333, kde nahradil Toma Dillmanna.

#### Změny během sezóny
- Daniel Abt byl v průběhu sezóny vyhozen z týmu Audi poté, co se přiznal k tomu, že podváděl ve virtuálních závodech, které se konaly jako náhradní program během pandemie covidu-19. V týmu ho nahradil René Rast.
- 8. června Pascal Wehrlein oznámil, že s okamžitou platností opouští tým Mahindra Racing. Nahradil ho Alex Lynn.
- Ma Čching-chua se kvůli cestovnímu omezení způsobenému pandemií covidu-19 nemohl zúčastnit posledních šesti závodů v Berlíně. Z toho důvodu ho nahradil Daniel Abt.
- Brendon Hartley v červenci s okamžitou platností opustil tým GEOX Dragon. V týmu byl nahrazen Sérgiem Sette Câmarou.
- James Calado vynechal poslední dva závody v Berlíně. Jeho místo zaujal Tom Blomqvist.

## Kalendář závodů
| Kolo                                                    | ePrix                    | Země                   | Trať                                              | Datum              |
| ------------------------------------------------------- | ------------------------ | ---------------------- | ------------------------------------------------- | ------------------ |
| 1                                                       | ePrix Ad Diriyah závod 1 | Saúdská Arábie         | Riyadh Street Circuit                             | 22. listopadu 2019 |
| 2                                                       | ePrix Ad Diriyah závod 2 | Saúdská Arábie         | Riyadh Street Circuit                             | 23. listopadu 2019 |
| 3                                                       | ePrix Santiaga           | Chile                  | Parque O'Higgins Circuit                          | 18. ledna 2020     |
| 4                                                       | ePrix Mexico City        | Mexiko                 | Autódromo Hermanos Rodríguez                      | 15. února 2020     |
| 5                                                       | ePrix Marrákeše          | Maroko                 | Circuit International Automobile Moulay El Hassan | 29. února 2020     |
| 6                                                       | ePrix Berlína            | Německo                | Tempelhof Airport Street Circuit                  | 5. srpna 2020      |
| 7                                                       | ePrix Berlína            | Německo                | Tempelhof Airport Street Circuit                  | 6. srpna 2020      |
| 8                                                       | ePrix Berlína            | Německo                | Tempelhof Airport Street Circuit                  | 8. srpna 2020      |
| 9                                                       | ePrix Berlína            | Německo                | Tempelhof Airport Street Circuit                  | 9. srpna 2020      |
| 10                                                      | ePrix Berlína            | Německo                | Tempelhof Airport Street Circuit                  | 12. srpna 2020     |
| 11                                                      | ePrix Berlína            | Německo                | Tempelhof Airport Street Circuit                  | 13. srpna 2020     |
| Závody, které byly zrušeny z důvodu pandemie covidu-19. |                          |                        |                                                   |                    |
| CAN                                                     | ePrix Sanya              | Čína                   | Sanya Street Circuit                              | 21. března 2020    |
| CAN                                                     | ePrix Říma               | Itálie                 | Circuito Cittadino dell'EUR                       | 4. dubna 2020      |
| CAN                                                     | ePrix Paříže             | Francie                | Circuit des Invalides                             | 18. dubna 2020     |
| CAN                                                     | ePrix Soulu              | Jižní Korea            | Seoul Street Circuit                              | 3. května 2020     |
| CAN                                                     | ePrix Jakarty            | Indonésie              | National Monument Street Circuit                  | 6. června 2020     |
| CAN                                                     | ePrix New York City      | Spojené státy americké | Brooklyn Street Circuit                           | 11. července 2020  |
| CAN                                                     | ePrix Londýna závod 1    | Spojené království     | ExCeL London                                      | 25. července 2020  |
| CAN                                                     | ePrix Londýna závod 2    | Spojené království     | ExCeL London                                      | 26. července 2020  |
| Zdroj:                                                  |                          |                        |                                                   |                    |

### Změny v kalendáři
- EPrix Ad Diriyah se posunula na první místo v kalendáři do listopadu a odehrál se jako dvojzávod. Jeden ze závodů se uskutečnil v pátek, což se stalo také poprvé ve Formuli E. [6]
- EPrix Bernu se v sezóně 2019/20 neuskuteční. Švýcarská ePrix se možná pojede v některé z příštích sezón, ale bude to na jiném místě.[7]
- EPrix Monaka se pojede až v další sezóně - jezdí se jen jednou za dva roky.
- EPrix Hongkongu v kalendáři původně figurovala, ale byla nahrazena vracející se EPrix Marrákeše, a to kvůli přetrvávajícím protestům v Hongkongu.[8]

### Změny způsobené pandemií covidu-19
- EPrix Sanya, EPrix Říma, EPrix Paříže, EPrix Soulu, EPrix Jakarty, EPrix New York City a EPrix Londýna byly zrušeny.
- Sezóna byla zakončena šesti závody v Berlíně.

## Výsledky

### ePrix
| Kolo | Závod             | Kvalifikace            | Kvalifikace            | Závod                  | Závod                  | Závod                           | Výsledky |
| Kolo | Závod             | Skupinová fáze         | Pole position          | Nejrychlejší kolo      | Vítězný jezdec         | Vítězný tým                     | Výsledky |
| ---- | ----------------- | ---------------------- | ---------------------- | ---------------------- | ---------------------- | ------------------------------- | -------- |
| 1    | ePrix Ad Diriyah  | Sam Bird               | Alexander Sims         | Daniel Abt             | Sam Bird               | Envision Virgin Racing          | Výsledky |
| 2    | ePrix Ad Diriyah  | António Félix da Costa | Alexander Sims         | António Félix da Costa | Alexander Sims         | BMW i Andretti Motorsport       | Výsledky |
| 3    | ePrix Santiaga    | Mitch Evans            | Mitch Evans            | Oliver Rowland         | Maximilian Günther     | BMW i Andretti Motorsport       | Výsledky |
| 4    | ePrix Mexico City | Mitch Evans            | André Lotterer         | Alexander Sims         | Mitch Evans            | Panasonic Jaguar Racing         | Výsledky |
| 5    | ePrix Marrákeše   | Maximilian Günther     | António Félix da Costa | Pascal Wehrlein        | António Félix da Costa | DS Techeetah                    | Výsledky |
| 6    | ePrix Berlína     | António Félix da Costa | António Félix da Costa | António Félix da Costa | António Félix da Costa | DS Techeetah                    | Výsledky |
| 7    | ePrix Berlína     | Sébastien Buemi        | António Félix da Costa | Stoffel Vandoorne      | António Félix da Costa | DS Techeetah                    | Výsledky |
| 8    | ePrix Berlína     | Jean-Éric Vergne       | Jean-Éric Vergne       | Mitch Evans            | Maximilian Günther     | BMW i Andretti Motorsport       | Výsledky |
| 9    | ePrix Berlína     | Jean-Éric Vergne       | Jean-Éric Vergne       | Sam Bird               | Jean-Éric Vergne       | DS Techeetah                    | Výsledky |
| 10   | ePrix Berlína     | René Rast              | Oliver Rowland         | Lucas di Grassi        | Oliver Rowland         | Nissan e.dams                   | Výsledky |
| 11   | ePrix Berlína     | Sébastien Buemi        | Stoffel Vandoorne      | Nico Müller            | Stoffel Vandoorne      | Mercedes-Benz EQ Formula E Team | Výsledky |

Poznámky
1. ↑  Mitch Evans získal bod za nejrychlejší kolo, protože Abt se neumístil mezi 10 nejlepšími piloty.
2. ↑  Sam Bird získal bod za nejrychlejší kolo, protože Rowland se neumístil mezi 10 nejlepšími piloty.
3. ↑  Mitch Evans získal bod za nejrychlejší kolo, protože Wehrlein se neumístil mezi 10 nejlepšími piloty.
4. ↑  António Félix da Costa získal bod za nejrychlejší kolo, protože Bird se neumístil mezi 10 nejlepšími piloty.
5. ↑  Oliver Rowland získal bod za nejrychlejší kolo, protože Grassi se neumístil mezi 10 nejlepšími piloty.
6. ↑  Sam Bird získal bod za nejrychlejší kolo, protože Müller se neumístil mezi 10 nejlepšími piloty.

### Pořadí jezdců
Body se udělují dle uvedeného schématu prvním 10 jezdcům v každém závodě, dále jezdci na pole position a jezdci, který zajede nejrychlejší kolo závodu.
| Pořadí v cíli | 1. | 2. | 3. | 4. | 5. | 6. | 7. | 8. | 9. | 10. | Pole position | Nejrychlejší kolo |
| Body          | 25 | 18 | 15 | 12 | 10 | 8  | 6  | 4  | 2  | 1   | 3             | 1                 |

| Poř. | Jezdec                 | KSA  | KSA  | SAN | MEX  | MAR | BER  | BER  | BER  | BER  | BER  | BER | Body |
| ---- | ---------------------- | ---- | ---- | --- | ---- | --- | ---- | ---- | ---- | ---- | ---- | --- | ---- |
| 1    | António Félix da Costa | 14F  | 10GF | 2F  | 2F   | 1F  | 1GF  | 1F   | 4F   | 2F   | RetF | 9F  | 158  |
| 2    | Stoffel Vandoorne      | 3F   | 3F   | 6F  | NCF  | 15F | 6F   | 5F   | RetF | 12F  | 9F   | 1F  | 87   |
| 3    | Jean-Éric Vergne       | Ret  | 8    | Ret | 4    | 3   | NC   | 10   | 3G   | 1G   | 18   | 7   | 86   |
| 4    | Sébastien Buemi        | RetF | 12F  | 13  | 3    | 4   | 7    | 2G   | 11   | 3    | 10   | 3G  | 84   |
| 5    | Oliver Rowland         | 4    | 5    | 17  | 7    | 9   | 14   | 7    | 6    | 5    | 1    | Ret | 83   |
| 6    | Lucas di Grassi        | 13   | 2    | 7F  | 6F   | 7F  | 8    | 3    | 8F   | 6F   | 21   | 6F  | 77   |
| 7    | Mitch Evans            | 10   | 18   | 3G  | 1G   | 6   | 13   | 12F  | 9    | 7    | 7F   | 11  | 71   |
| 8    | André Lotterer         | 2F   | 14F  | DSQ | RetF | 8   | 2    | 9    | 5F   | 8    | 4F   | 14  | 71   |
| 9    | Maximilian Günther     | 18   | 11   | 1   | 11   | 2G  | DSQ  | RetF | 1    | RetF | Ret  | 12  | 69   |
| 10   | Sam Bird               | 1G   | Ret  | 10  | Ret  | 10  | 3    | 6    | 13   | 11   | 20   | 5   | 63   |
| 11   | Nyck de Vries          | 6F   | 16F  | 5F  | RetF | 11  | 4    | RetF | 18   | 4    | 14   | 2F  | 60   |
| 12   | Robin Frijns           | 5    | Ret  | 15  | DSQ  | 12  | Ret  | 4    | 2    | DNS  | 2    | Ret | 58   |
| 13   | Alexander Sims         | 8    | 1    | Ret | 5    | Ret | 9    | 19   | 10   | 13   | 11   | 13  | 49   |
| 14   | Edoardo Mortara        | 7    | 4    | Ret | 8    | 5   | 17   | 8    | 14   | 14   | 8    | 10  | 41   |
| 15   | René Rast              |      |      |     |      |     | 10F  | 13   | Ret  | 16   | 3G   | 4   | 29   |
| 16   | Jérôme d'Ambrosio      | 9    | DNS  | NC  | 10   | 13F | 5    | DSQ  | 7    | 15   | 16   | 18  | 19   |
| 17   | Alex Lynn              |      |      |     |      |     | 12   | 11   | 17   | 9    | 5    | 8   | 16   |
| 18   | Pascal Wehrlein        | 11   | 15   | 4   | 9    | 22F |      |      |      |      |      |     | 14   |
| 19   | James Calado           | 16   | 7    | 8   | DSQ  | 16  | 15   | 20   | Ret  | 17   |      |     | 10   |
| 20   | Neel Jani              | 17   | 13   | Ret | 14   | 18  | 11   | 15   | Ret  | 19   | 6    | 15  | 8    |
| 21   | Daniel Abt             | Ret  | 6    | 14F | Ret  | 14  | 18F  | 16F  | 15F  | 18F  | RetF | 20F | 8    |
| 22   | Felipe Massa           | 12   | 17   | 9   | Ret  | 17  | Ret  | NC   | 19   | 10   | 13   | 16  | 3    |
| 23   | Brendon Hartley        | 19   | 9    | Ret | 12   | 19  |      |      |      |      |      |     | 2    |
| 24   | Oliver Turvey          | 15   | DSQ  | 11  | 13   | 21  | 16   | 18   | 16   | 22   | 19   | 21  | 0    |
| 25   | Nico Müller            | DNS  | Ret  | 12  | Ret  | 20  | NC   | 14   | 12   | 20   | 17   | 22  | 0    |
| 26   | Tom Blomqvist          |      |      |     |      |     |      |      |      |      | 12   | 17  | 0    |
| 27   | Sérgio Sette Câmara    |      |      |     |      |     | DSQF | 17   | Ret  | 21   | 15   | 19  | 0    |
| 28   | Ma Čching-chua         | 20   | 19   | 16  | Ret  | 23  |      |      |      |      |      |     | 0    |
| Poř. | Jezdec                 | KSA  | KSA  | SAN | MEX  | MAR | BER  | BER  | BER  | BER  | BER  | BER | Body |

| Legenda k tabulce | Legenda k tabulce                                                                       |
| Barva             | Výsledek                                                                                |
| ----------------- | --------------------------------------------------------------------------------------- |
| Zlatá             | Vítěz                                                                                   |
| Stříbrná          | 2. místo                                                                                |
| Bronzová          | 3. místo                                                                                |
| Zelená            | Bodované umístění                                                                       |
| Modrá             | Nebodované umístění                                                                     |
| Modrá             | Dokončil neklasifikován (NC)                                                            |
| Fialová           | Odstoupil (Ret)                                                                         |
| Červená           | Nekvalifikoval se (DNQ)                                                                 |
| Červená           | Nepředkvalifikoval se (DNPQ)                                                            |
| Černá             | Diskvalifikován (DSQ)                                                                   |
| Bílá              | Nestartoval (DNS)                                                                       |
| Bílá              | Závod zrušen (C)                                                                        |
| Světle modrá      | Pouze trénoval (PO)                                                                     |
| Světle modrá      | Páteční testovací jezdec (TD)                                                           |
| Bez barvy         | Netrénoval (DNP)                                                                        |
| Bez barvy         | Vyřazen (EX)                                                                            |
| Bez barvy         | Nepřijel (DNA)                                                                          |
| Bez barvy         | Odvolal účast (WD)                                                                      |
| Bez barvy         | Nezúčastnil se (prázdné)                                                                |
| Označení          | Význam                                                                                  |
| Tučnost           | Pole position                                                                           |
| Kurzíva           | Nejrychlejší kolo                                                                       |
| †                 | Jezdec nedojel do cíle, ale byl klasifikován, protože odjel více než 90 % délky závodu. |
| ‡                 | Byl udělován poloviční počet bodů, protože bylo odjeto méně než 75 % délky závodu.      |
| Horní index       | Umístění bodujících jezdců ve sprintu                                                   |

### Pořadí týmů
| Poř. | Tým                              | No. | KSA | KSA | SAN | MEX | MAR | BER | BER | BER | BER | BER | BER | Body |
| ---- | -------------------------------- | --- | --- | --- | --- | --- | --- | --- | --- | --- | --- | --- | --- | ---- |
| 1    | DS Techeetah                     | 13  | 14  | 10G | 2   | 2   | 1   | 1G  | 1   | 4   | 2   | Ret | 9   | 244  |
| 1    | DS Techeetah                     | 25  | Ret | 8   | Ret | 4   | 3   | NC  | 10  | 3G  | 1G  | 18  | 7   | 244  |
| 2    | Nissan e.dams                    | 22  | 4   | 5   | 17  | 7   | 9   | 15  | 7   | 6   | 5   | 1   | Ret | 167  |
| 2    | Nissan e.dams                    | 23  | Ret | 12  | 13  | 3   | 4   | 7   | 2G  | 11  | 3   | 10  | 3G  | 167  |
| 3    | Mercedes-Benz EQ Formula E Team  | 5   | 3   | 3   | 6   | NC  | 15  | 6   | 5   | Ret | 12  | 9   | 1   | 147  |
| 3    | Mercedes-Benz EQ Formula E Team  | 17  | 6   | 16  | 5   | Ret | 11  | 4   | Ret | 18  | 4   | 14  | 2   | 147  |
| 4    | Envision Virgin Racing           | 2   | 1G  | Ret | 10  | Ret | 10  | 3   | 6   | 13  | 11  | 20  | 5   | 121  |
| 4    | Envision Virgin Racing           | 4   | 5   | Ret | 15  | DSQ | 12  | Ret | 4   | 2   | DNS | 2   | Ret | 121  |
| 5    | BMW i Andretti Motorsport        | 27  | 8   | 1   | Ret | 5   | Ret | 9   | 19  | 10  | 13  | 11  | 13  | 118  |
| 5    | BMW i Andretti Motorsport        | 28  | 18  | 11  | 1   | 11  | 2G  | DSQ | Ret | 1   | Ret | Ret | 12  | 118  |
| 6    | Audi Sport ABT Schaeffler        | 11  | 13  | 2   | 7   | 6   | 7   | 8   | 3   | 8   | 6   | 21  | 6   | 114  |
| 6    | Audi Sport ABT Schaeffler        | 66  | Ret | 6   | 14  | Ret | 14  | 10  | 13  | Ret | 16  | 3G  | 4   | 114  |
| 7    | Panasonic Jaguar Racing          | 20  | 10  | 18  | 3G  | 1G  | 6   | 14  | 12  | 9   | 7   | 7   | 11  | 81   |
| 7    | Panasonic Jaguar Racing          | 51  | 16  | 7   | 8   | DSQ | 16  | 16  | 20  | Ret | 17  | 12  | 17  | 81   |
| 8    | TAG Heuer Porsche Formula E Team | 18  | 17  | 13  | Ret | 14  | 18  | 12  | 15  | Ret | 19  | 6   | 15  | 79   |
| 8    | TAG Heuer Porsche Formula E Team | 36  | 2   | 14  | DSQ | Ret | 8   | 2   | 9   | 5   | 8   | 4   | 14  | 79   |
| 9    | Mahindra Racing                  | 64  | 9   | DNS | NC  | 10  | 13  | 5   | DSQ | 7   | 15  | 16  | 18  | 49   |
| 9    | Mahindra Racing                  | 94  | 11  | 15  | 4   | 9   | 22  | 13  | 11  | 17  | 9   | 5   | 8   | 49   |
| 10   | ROKiT Venturi Racing             | 19  | 12  | 17  | 9   | Ret | 17  | Ret | NC  | 19  | 10  | 13  | 16  | 44   |
| 10   | ROKiT Venturi Racing             | 48  | 7   | 4   | Ret | 8   | 5   | 11  | 8   | 14  | 14  | 8   | 10  | 44   |
| 11   | GEOX Dragon                      | 6   | 19  | 9   | Ret | 12  | 19  | DSQ | 17  | Ret | 21  | 15  | 19  | 2    |
| 11   | GEOX Dragon                      | 7   | DNS | Ret | 12  | Ret | 20  | NC  | 14  | 12  | 20  | 17  | 22  | 2    |
| 12   | NIO 333 FE Team                  | 3   | 15  | DSQ | 11  | 13  | 21  | 17  | 18  | 16  | 22  | 19  | 21  | 0    |
| 12   | NIO 333 FE Team                  | 33  | 20  | 19  | 16  | Ret | 23  | 18  | 16  | 15  | 18  | Ret | 20  | 0    |
| Poř. | Tým                              | No. | KSA | KSA | SAN | MEX | MAR | BER | BER | BER | BER | BER | BER | Body |

| Legenda k tabulce | Legenda k tabulce                                                                       |
| Barva             | Výsledek                                                                                |
| ----------------- | --------------------------------------------------------------------------------------- |
| Zlatá             | Vítěz                                                                                   |
| Stříbrná          | 2. místo                                                                                |
| Bronzová          | 3. místo                                                                                |
| Zelená            | Bodované umístění                                                                       |
| Modrá             | Nebodované umístění                                                                     |
| Modrá             | Dokončil neklasifikován (NC)                                                            |
| Fialová           | Odstoupil (Ret)                                                                         |
| Červená           | Nekvalifikoval se (DNQ)                                                                 |
| Červená           | Nepředkvalifikoval se (DNPQ)                                                            |
| Černá             | Diskvalifikován (DSQ)                                                                   |
| Bílá              | Nestartoval (DNS)                                                                       |
| Bílá              | Závod zrušen (C)                                                                        |
| Světle modrá      | Pouze trénoval (PO)                                                                     |
| Světle modrá      | Páteční testovací jezdec (TD)                                                           |
| Bez barvy         | Netrénoval (DNP)                                                                        |
| Bez barvy         | Vyřazen (EX)                                                                            |
| Bez barvy         | Nepřijel (DNA)                                                                          |
| Bez barvy         | Odvolal účast (WD)                                                                      |
| Bez barvy         | Nezúčastnil se (prázdné)                                                                |
| Označení          | Význam                                                                                  |
| Tučnost           | Pole position                                                                           |
| Kurzíva           | Nejrychlejší kolo                                                                       |
| †                 | Jezdec nedojel do cíle, ale byl klasifikován, protože odjel více než 90 % délky závodu. |
| ‡                 | Byl udělován poloviční počet bodů, protože bylo odjeto méně než 75 % délky závodu.      |
| Horní index       | Umístění bodujících jezdců ve sprintu                                                   |